# Samuel Le Bihan
Samuel Le Bihan (Avranches, 2 novembre 1965) è un attore francese.

## Biografia
È nato ad Avranches, nella Bassa Normandia ma è cresciuto con i genitori, di modesta condizione, in un sobborgo di Parigi. Da ragazzo vuole diventare pittore, disegnatore o meccanico ma, dopo aver accompagnato degli amici alla celebre scuola di recitazione Cours Florent, finisce per appassionarsi lui stesso alla professione di attore. Messo da parte il suo diploma superiore di disegnatore-progettista trascorre un anno e mezzo al Cours Florent seguendo un corso sulla commedia dell'arte che lo porta ad esibirsi come artista di strada, sviluppando doti da mimo, clown, giocoliere e mangiafuoco. Con questo tipo di spettacolo gira per l'Europa e si esibisce anche sul piazzale antistante il Centro Georges Pompidou.
Decide poi di arricchire la propria esperienza accostandosi all'apprendimento dei testi classici: si iscrive all'école de la Rue Blanche e quindi al Conservatoire (CNSAD); dopo un anno decide di partire per New York per seguire dei corsi presso l'Actors Studio. Tornato in Francia entra a far parte della prestigiosa compagnia della Comédie-Française. Per quattro anni interpreta testi di Corneille, Racine, Hugo, Kleist, Feydeau e altri importanti autori. Per il suo lavoro, il ministro della cultura dell'epoca, Catherine Tasca, gli conferisce l'onorificenza di Cavaliere dell'Ordine delle Arti e delle Lettere.
In quel periodo viene scoperto anche dal mondo del cinema, grazie a registi come Régis Wargnier, Bertrand Tavernier, Alain Corneau e Tonie Marshall. Lascia quindi la Comédie-Française, tornando però presto al teatro per interpretare Stanley Kowalski nel celeberrimo dramma di Tennessee Williams Un tram che si chiama Desiderio al fianco di Caroline Cellier nell'allestimento curato da Philippe Adrien. Per questa interpretazione viene candidato al Premio Molière nella categoria giovani promesse.
Le Bihan torna al grande schermo diventando un fotografo in Tre colori - Film rosso di Krzysztof Kieślowski (1994) e il colto ufficiale Norbert ne Capitan Conan di Bertrand Tavernier (1996), ruolo per cui è candidato al Premio César. In seguito vengono Sciampiste & Co. (1999) con cui vince il Premio Jean Gabin e soprattutto Il patto dei lupi (2001), pellicola che lo fa definitivamente conoscere al grande pubblico. La sua formazione eclettica gli permette di dedicarsi sia a commedie di tipo popolare come Restons groupés, Jet Set e Febbre da rigore, sia al cinema d'autore prendendo parte a film di registi come Catherine Breillat, Krzysztof Kieślowski, Laetitia Masson, Emilie Deleuze e Karim Dridi.

### Vita privata
Si è sposato nel 2002 con la modella Daniela Beye; la coppia ha una figlia nata nel 2011.
Samuel Le Bihan è anche padre di un ragazzo nato nel 1995, frutto di una precedente relazione..

## Filmografia

### Cinema
- Volt egyszer egy légió, di Márton Ledniczky (1989)
- Sale comme un ange, di Catherine Breillat (1991)
- Une vie à deux, di Vincent Garenq (1992)
- Promenades d'été, di René Féret (1992)
- La place d'un autre, di René Féret (1993)
- Tre colori - Film rosso (Trois couleurs: Rouge), di Krzysztof Kieślowski (1994)
- Le fusil de bois, di Pierre Delerive (1994)
- Una donna francese (Une femme française), di Régis Wargnier (1995)
- Capitan Conan (Capitaine Conan), di Bertrand Tavernier (1996)
- Le cousin, di Alain Corneau (1997)
- Jack's potes, di Eric Théobald (1998)
- À vendre - In vendita (A vendre), di Laetitia Masson (1998)
- Restons groupés, di Jean-Paul Salomé (1998)
- Los años bárbaros, di Fernando Colomo (1998)
- Sciampiste & Co. (Vénus beauté (institut)), di Tonie Marshall (1999)
- Alba nuova (Peau neuve), di Emilie Deleuze (1999)
- Jet Set, di Fabien Onteniente (2000)
- Furore cieco (Total western), di Éric Rochant (2000)
- Pourquoi t'as fait ça?, di Jean-Marc Minéo (2001)
- Il patto dei lupi (Le pacte des loups), di Christophe Gans (2001)
- La nuit de noces, di Eliette Abecassis (2001)
- M'ama non m'ama (À la folie... pas du tout), di Laetitia Colombani (2002)
- Une affaire privée, di Guillaume Nicloux (2002)
- Febbre da rigore (3 zéros), di Fabien Onteniente (2002)
- Il codice (La mentale), di Manuel Boursinhac (2002)
- Fureur, di Karim Dridi (2003)
- Les clefs de bagnole, di Laurent Baffie (2003)
- Pour le plaisir, di Dominique Deruddere (2004)
- Il ponte di San Luis Rey (The Bridge of San Luis Rey), di Mary McGuckian (2004)
- The Last Sign, di Douglas Law (2005)
- Exes, di Martin Cognito (2006)
- Le passager de l'été, di Florence Moncorgé-Gabin (2006)
- Frontiers - Ai confini dell'inferno (Frontiers), di Xavier Gens (2007)
- El hombre de arena, di José Manuel González (2007)
- Des poupées et des anges, di Nora Hamidi (2008)
- Disco, di Fabien Onteniente (2008)
- Nemico pubblico N. 1 - L'istinto di morte (L'instinct de mort), di Jean-François Richet (2008)
- Nemico pubblico N. 1 - L'ora della fuga (L'ennemi public n°1), di Jean-François Richet (2008)
- Una notte (Une nuit), regia di Philippe Lefebvre (2012)
- Cornouaille, di Anne Le Ny (2012)

### Televisione
- Les enquêtes du commissaire Maigret (1989)
- Il commissario Maigret (1993)
- Combats de femme (1998)
- 93, rue Lauriston film tv (2004)
- "Sable noir" (2006)
- Au siècle de Maupassant: Contes et nouvelles du XIXème siècle (2009)
- Obsession(s) film tv (2009)
- En apparence film tv (2010)
- Le piège afghan film tv (2011)
- Braquo (2011)
- They Were Ten - miniserie TV (2020)

## Doppiatori italiani
- Francesco Prando ne Il patto dei lupi, M'ama non m'ama
- Maurizio Reti in Tre colori - Film rosso
- Massimo Rossi in Capitan Conan
- Massimo Lodolo ne Il codice
- Marco Balzarotti in Frontiers - Ai confini dell'inferno
- Antonio Sanna in Nemico pubblico N. 1 - L'ora della fuga
- Massimo De Ambrosis in They Were Ten

## Teatro

### Autore
- 2005: A story pour les gens qui believe in dreams di François-Xavier Demaison, Samuel Le Bihan, Mickaël Quiroga, Eric Théobald, allestimento di Eric Théobald per il Théâtre des Mathurins
- 2007: Demaison s'envole di Samuel Le Bihan, Mickaël Quiroga, Eric Théobald, allestimento di Eric Théobald per il Casino de Paris

### Interprete
- 1993: La bisbetica domata di William Shakespeare, allestimento di Jérôme Savary per il Théâtre national de Chaillot e il Théâtre de Nice
- 1994: Il principe di Homburg di Heinrich von Kleist, allestimento di Alexander Lang per Théâtre Mogador e la Salle Richelieu
- 1995: Il principe di Homburg di Heinrich von Kleist, allestimento di Alexander Lang per Théâtre Mogador e la Salle Richelieu
- 1995: Occupati di Amelia di Georges Feydeau, allestimento di Roger Planchon per la Comédie-Française e la Salle Richelieu
- 1998: Le Ping-pong di Arthur Adamov, allestimento di Gilles Chavassieux per il Théâtre du Vieux-Colombier
- 1999: Un tram che si chiama Desiderio di Tennessee Williams, allestimento di Philippe Adrien per il Théatre de l'Eldorado
- 2004: Brooklyn Boy di Donald Margulies, allestimento di Michel Fagadau per la Comédie des Champs-Elysées
- 2009: Parole et guérison di Christopher Hampton, allestimento di Didier Long per il Théâtre Montparnasse
- 2011: Hollywood di Ron Hutchinson, allestimento di Daniel Colas per il Théâtre Antoine
- 2012: Hollywood di Ron Hutchinson, allestimento di Daniel Colas per il Théâtre du Gymnase Marie-Bell
- 2012: Inconnu à cette adresse di Kressmann Taylor, allestimento di Michèle Lévy-Bram, Théâtre Antoine
- 2012: Festen la suite di Thomas Vinterberg, allestimento di Daniel Benoin, per Théâtre National de Nice, Théâtre des Célestins, Théâtre du Rond-Point